# Bicycle Race
A Bicycle Race a negyedik dal a brit Queen rockegyüttes 1978-as Jazz albumáról. A szerzője Freddie Mercury énekes volt, akit állítólag a Tour de France inspirált, amelynek futamát a Nizzai hotelszobájának ablakából kinézve pillantotta meg (vadabb állítások szerint a verseny egyik férfi versenyzőjével való találkozása adta neki az ötletet).
A dalban 4/4-es és 3/4-es ütemek váltják egymást, de bizonyos helyeken még bonyolultabb a hangszerelés. Asz dúrban íródott, viszonylag lassú, percenként 82-es a ritmusa. Brian May gitáros szerint tipikus példája Mercury furcsa dalszerzési módszerének: „[Mercury] furcsa hangnemben tudott dalokat írni. A legtöbb gitárzenekar A-ban és E-ben játszik, még talán D-ben és G-ben, de ez megállítja őket. A dalaink nagy része, főképp Freddie szerzeményei különleges hangnemben íródtak, mert ezeket a hangokat könnyen le tudta fogni dalszerzéskor: E dúr, F és A dúr. Ezek a legutolsó hangnemek, amelyben szívesen gitároznál, ezért gitárosként gyakran rá vagy kényszerítve, hogy más akkordokat keress. Freddie dalai annyira gazdagok voltak az akkordfelépítésben, hogy mindig azon vetted észre magadat, hogy egészen furcsa formában állnak az ujjad. Az olyan dalok, mint a »Bicycle Race« milliónyi akkordot tartalmaznak.” A dal közepénél hallható egy „szóló” különböző hangmagasságú biciklicsengőkkel.
A szövege több kulturális és történelmi utalást tartalmaz, például a Csillagok háborúja és Cápa filmekre, Supermanre, a vietnámi háborúra és a Watergate-botrányra. 2011-ben egy rajongó megkérdezte Mayt a weboldalán, hogy Mercury valóban nem szerette a Star Wars filmet, ahogy a dalszöveg mondja? May azt mondta, hogy Mercury nem egyes szám első személyben énekelt a dalban, és hogy kifejezetten szerette a filmet, ellenben nem szeretett kerékpározni. Jim DeRogatis szerint a dalban a biciklizés metafora a szexre.
1978. október 13-án dupla A oldalas kislemezen jelent meg a „Fat Bottomed Girls”-szel együtt. A reklámozása részeként egy klipet forgattak hozzá, amelyben ötven meztelen nő részvételével bicikliversenyt rendeztek a londoni Wimbledon stadionban. A kislemez borítóján az egyik versenyzőről készült kép szerepelt, ami Amerikában akkora ellenérzést váltott ki, hogy muszáj volt a későbbi kiadásokon fehérneműt retusálni a rá. A későbbi amerikai kiadásokon már nem ez a kép szerepelt, de adtak a kiadványhoz egy kupont, és postán meg lehetett rendelni az eredeti borítót. Az eset jelentősen megtépázta az együttes hírnevét, a Record Mirror „Make A Total Fool Of Yourself” (Csinálj Magadból Teljesen Hülyét) címmel gúnyolta a dalt, az NME leközölt egy hátulról készült fényképet Mercuryról „Fat Bottomed Queen” aláírással, a rajongók pedig megdöbbentek. „Ezzel elveszítettük hallgatóink egy részét” –mondta később May. – „Azt mondták, »Hogy tehettétek ezt? Nem illik a spirituális oldalatokhoz.« Én azonban azt mondom erre, hogy a testiség éppolyan része az embernek, mint a spirituális vagy intellektuális oldal. Nem kérek bocsánatot. Minden zene csak kerülgeti a nemiség témáját, némelyik elég közelről. A miénk nem. A mi zenénkben vagy sugalljuk, vagy félig tréfásan utalgatunk, de mindig ott van.”
A kislemez fogadtatásának sokat ártott a botrány: Angliában a tizenegyedik, Amerikában a huszonnegyedik helyet érte el a slágerlistán – Angliában több mint 200 ezres eladással ezüstlemez lett. Az NME azt írta: „A Queen beint a sajtónak. Ha ez a következő albumot akarja beharangozni, akkor még rosszabb kritikát érdemel, mint amilyet eddig kapott”, Robert Christgau pedig mókásnak nevezte. Az évek elteltével a legtöbb kritikus jó dalnak, az együttes egyik jellegzetesen furcsa szerzeményének tartja. A 2004-es Rolling Stone Album Guide „szedett-vedett operettnek” nevezte, 2011-ben a The Guardian kritikusa pedig úgy vélte, hogy „zavarba ejtő, furcsa az akkordmenete, és nehezen megfejthető a szövege”.
1978 és 1979 között játszották a koncerteken, egy több dalból álló egyveleg részeként, de 1979 augusztusától kezdve sosem játszották többé. Felkerült az 1979-es Live Killers koncertalbumra.

## Közreműködők
- Ének: Freddie Mercury
- Háttérvokál: Queen

Hangszerek:
- Roger Taylor: dob
- John Deacon: basszusgitár
- Brian May: elektromos gitár
- Freddie Mercury: zongora

## Kiadás és helyezések
| Év   | Lista                     | Helyezés |
| ---- | ------------------------- | -------- |
| 1978 | Brit kislemezlista        | 11       |
| 1978 | Amerika Billboard Hot 100 | 24       |
| 1978 | Ausztriai slágerlista     | 51       |
| 1978 | Belgium Ultratop          | 11       |
| 1978 | Francia slágerlista       | 7        |
| 1978 | Német kislemezlista       | 27       |
| 1978 | Ír slágerlista            | 10       |
| 1978 | Hollandia MegaCharts      | 5        |
| 1978 | Norvég kislemezlista      | 7        |

| Ország       | Eladási minősítés | Eladás   |
| ------------ | ----------------- | -------- |
| Anglia (BPI) | ezüst             | 200 000+ |